# Persone di cognome Kennedy
| Questa pagina contiene informazioni ricavate automaticamente dalle voci biografiche con l'ausilio del template Bio e di un bot. L'aggiornamento è periodico e automatico e ricostruisce completamente la pagina. Se manca una persona in questa lista, sei pregato di non aggiungerla, ma accertati piuttosto che la sua voce biografica contenga il template Bio e che i dati anagrafici siano correttamente compilati. Se il template Bio manca, inseriscilo tu stesso o, in alternativa, metti l'avviso {{tmp\|Bio}} che ne segnala la mancanza. Se i dati riportati sono sbagliati, correggi direttamente la voce biografica; le modifiche saranno visibili in questa lista entro pochi giorni. Per chiarimenti vedi il progetto antroponimi. La lista contiene solo le 119 persone che sono citate nell'enciclopedia e per le quali è stato implementato correttamente il template Bio. Pagina aggiornata al 7 ago 2025. |

Questa è una lista di persone presenti nell'enciclopedia che hanno il cognome Kennedy, suddivise per attività principale.

## Allenatori di calcio(2)
- John Kennedy, allenatore di calcio e ex calciatore scozzese (Bellshill, n. 1983)
- Mark Kennedy, allenatore di calcio e ex calciatore irlandese (Dublino, n. 1976)

## Allenatori di pallacanestro(1)
- Billy Kennedy, allenatore di pallacanestro statunitense (Metairie, n. 1964)

## Arbitri di pallacanestro(1)
- Pat Kennedy, arbitro di pallacanestro statunitense (Hoboken, n. 1908 - Mineola, † 1957)

## Arcivescovi cattolici(2)
- John Joseph Kennedy, arcivescovo cattolico e teologo irlandese (Dublino, n. 1968)
- Thomas Francis Kennedy, arcivescovo cattolico statunitense (Conshohocken, n. 1858 - Roma, † 1917)

## Artisti marziali misti(1)
- Tim Kennedy, artista marziale misto statunitense (San Luis Obispo, n. 1979)

## Astiste(1)
- Nina Kennedy, astista australiana (Busselton, n. 1997)

## Attori(7)
- Arthur Kennedy, attore statunitense (Worcester, n. 1914 - Branford, † 1990)
- Don Kennedy, attore statunitense (Los Angeles, n. 1921 - Del Mar, † 2013)
- Douglas Kennedy, attore statunitense (New York, n. 1915 - Honolulu, † 1973)
- Edgar Kennedy, attore e regista statunitense (Lake San Antonio, n. 1890 - Los Angeles, † 1948)
- George Kennedy, attore e scrittore statunitense (New York, n. 1925 - Middleton, † 2016)
- Jamie Kennedy, attore statunitense (Upper Darby, n. 1970)
- Page Kennedy, attore, comico e rapper statunitense (Detroit, n. 1976)

## Attrici(9)
- Beth Kennedy, attrice statunitense (n. 1965)
- Madge Kennedy, attrice statunitense (Chicago, n. 1891 - Woodland Hills, † 1987)
- Marny Kennedy, attrice australiana (Melbourne, n. 1994)
- Merna Kennedy, attrice statunitense (Kankakee, n. 1908 - Los Angeles, † 1944)
- Mimi Kennedy, attrice e attivista statunitense (Rochester, n. 1948)
- Peyton Kennedy, attrice canadese (Toronto, n. 2004)
- Rory Kennedy, attrice, regista e produttrice cinematografica statunitense (Washington, n. 1968)
- Suzie Kennedy, attrice, modella e cantante britannica (Londra, n. 1977)
- Daun Kennedy, attrice e modella statunitense (Seattle, n. 1922 - Magalia, † 2002)

## Attrici teatrali(1)
- Lauren Kennedy, attrice teatrale statunitense (Raleigh, n. 1973)

## Avvocate(2)
- Caroline Kennedy, avvocato e diplomatica statunitense (New York, n. 1957)
- Helena Kennedy, avvocata, conduttrice televisiva e politica scozzese (Glasgow, n. 1950)

## Banchieri(1)
- David M. Kennedy, banchiere, politico e diplomatico statunitense (Randolph, n. 1905 - Salt Lake City, † 1996)

## Bassisti(1)
- Tom Kennedy, bassista statunitense (Saint Louis, n. 1960)

## Biografi(1)
- Michael Kennedy, biografo, giornalista e musicologo inglese (Manchester, n. 1926 - † 2014)

## Calciatori(12)
- Matty Kennedy, calciatore nordirlandese (Belfast, n. 1994)
- Ray Kennedy, calciatore e allenatore di calcio britannico (Seaton Delaval, n. 1951 - New Hartley, † 2021)
- Alan Kennedy, ex calciatore britannico (Sunderland, n. 1954)
- Ben Kennedy, ex calciatore australiano (Newcastle, n. 1987)
- Dan Kennedy, ex calciatore statunitense (Fullerton, n. 1982)
- Frederick Kennedy, calciatore inglese (Black Lane, n. 1902 - † 1963)
- John Kennedy, ex calciatore nordirlandese (Newtownards, n. 1939)
- Joshua Kennedy, ex calciatore australiano (Wodonga, n. 1982)
- Mick Kennedy, calciatore inglese (Salford, n. 1961 - † 2019)
- Ohene Kennedy, ex calciatore ghanese (Accra, n. 1973)
- Scott Kennedy, calciatore canadese (Calgary, n. 1997)
- Stuart Kennedy, ex calciatore scozzese (Grangemouth, n. 1953)

## Calciatrici(1)
- Alanna Kennedy, calciatrice australiana (Campbelltown, n. 1995)

## Cantanti(1)
- Jake Bugg, cantante, chitarrista e cantautore inglese (Nottingham, n. 1994)

## Cantautori(4)
- Brian Kennedy, cantautore irlandese (Belfast, n. 1966)
- Dermot Kennedy, cantautore irlandese (Rathcoole, n. 1991)
- Bap Kennedy, cantautore britannico (Belfast, n. 1962 - Belfast, † 2016)
- Myles Kennedy, cantautore e chitarrista statunitense (Boston, n. 1969)

## Cestisti(10)
- Goo Kennedy, cestista statunitense (Charlotte, n. 1949 - † 2020)
- Joe Kennedy, ex cestista statunitense (n. 1947)
- Pickles Kennedy, cestista e giocatore di baseball statunitense (Filadelfia, n. 1938 - West Palm Beach, † 2006)
- Andrew Kennedy, ex cestista giamaicano (Kingston, n. 1965)
- D.J. Kennedy, cestista statunitense (Pittsburgh, n. 1989)
- Keondre Kennedy, cestista statunitense (Atlanta, n. 2000)
- Marcus Kennedy, ex cestista statunitense (Highland Park, n. 1967)
- Markus Kennedy, cestista statunitense (Yeadon, n. 1991)
- Sha'markus Kennedy, cestista statunitense (Tuscaloosa, n. 1998)
- Thomas Kennedy, cestista statunitense (Detroit, n. 1987)

## Chimici(1)
- Joseph W. Kennedy, chimico statunitense (Nacogdoches, n. 1916 - Saint Louis, † 1957)

## Cicliste su strada(1)
- Lucy Kennedy, ex ciclista su strada australiana (Brisbane, n. 1988)

## Conduttori radiofonici(1)
- Don Kennedy, conduttore radiofonico, conduttore televisivo e doppiatore statunitense (Beaver, n. 1930 - Atlanta, † 2023)

## Dirigenti sportivi(1)
- Walter Kennedy, dirigente sportivo statunitense (Stamford, n. 1912 - † 1977)

## Drammaturghe(1)
- Adrienne Kennedy, drammaturga statunitense (Pittsburgh, n. 1931)

## Esploratori(1)
- William Kennedy, esploratore canadese (n. 1814 - Saint Andrews, † 1890)

## Filantrope(1)
- Rose Kennedy, filantropa statunitense (Boston, n. 1890 - Hyannis Port, † 1995)

## Filantropi(1)
- Michael LeMoyne Kennedy, filantropo statunitense (Washington, n. 1958 - Aspen, † 1997)

## Filosofi(1)
- Duncan Kennedy, filosofo statunitense (Washington, n. 1942)

## Fondisti(1)
- Russell Kennedy, fondista statunitense (Truckee, n. 1991)

## Generali(1)
- John Noble Kennedy, generale scozzese (Portpatrick, n. 1893 - Dunbar, † 1970)

## Giocatori di curling(1)
- Marc Kennedy, giocatore di curling canadese (Saint Albert, n. 1982)

## Giocatori di football americano(2)
- Cortez Kennedy, giocatore di football americano statunitense (Osceola, n. 1968 - Orlando, † 2017)
- Jake Kennedy, giocatore di football americano statunitense (Bellefontaine)

## Giornalisti(2)
- David A. Kennedy, giornalista statunitense (Washington, n. 1955 - Palm Beach, † 1984)
- Milward Kennedy, giornalista, scrittore e critico letterario inglese (n. 1894 - † 1968)

## Hockeisti su ghiaccio(1)
- Forbes Kennedy, ex hockeista su ghiaccio canadese (Dorchester, n. 1935)

## Imprenditori(2)
- Patrick Kennedy, imprenditore irlandese (Dunganstown, n. 1823 - Boston, † 1858)
- Patrick Joseph Kennedy, imprenditore e politico statunitense (Boston, n. 1858 - Boston, † 1929)

## Islamisti(1)
- Hugh N. Kennedy, islamista inglese (Hythe, n. 1947)

## Maratoneti(1)
- Thomas Kennedy, maratoneta statunitense (Carleton Place, n. 1884 - † 1937)

## Militari(1)
- Edward Coverley Kennedy, militare inglese (Hampshire, n. 1879 - Oceano Atlantico, † 1939)

## Nobildonne(1)
- Kathleen Agnes Kennedy, nobildonna britannica (Brookline, n. 1920 - Saint-Bauzile, † 1948)

## Nobili(1)
- Archibald Kennedy, I marchese di Ailsa, nobile scozzese (n. 1770 - † 1846)

## Nuotatrici(1)
- Madison Kennedy, nuotatrice statunitense (Avon, n. 1987)

## Pattinatori di velocità su ghiaccio(1)
- Kenneth Kennedy, pattinatore di velocità su ghiaccio, hockeista su ghiaccio e dirigente sportivo australiano (Sydney, n. 1913 - † 1985)

## Piloti automobilistici(1)
- Dave Kennedy, ex pilota automobilistico irlandese (Sligo, n. 1953)

## Piloti motociclistici(1)
- Jack Kennedy, pilota motociclistico irlandese (Dublino, n. 1987)

## Pirati(1)
- Walter Kennedy, pirata irlandese (Wapping, † 1721)

## Pittori(1)
- Charles Napier Kennedy, pittore britannico (Londra, n. 1852 - St Ives, † 1898)

## Pittrici(1)
- Lucy Kennedy, pittrice britannica (Little Busby, n. 1860 - † 1925)

## Poeti(1)
- Walter Kennedy, poeta scozzese (n. 1455 - † 1508)

## Politiche(1)
- Kathleen Kennedy Townsend, politica e avvocato statunitense (Greenwich, n. 1951)

## Politici(10)
- Robert Kennedy, politico statunitense (Brookline, n. 1925 - Los Angeles, † 1968)
- Charles Kennedy, politico britannico (Inverness, n. 1959 - Fort William, † 2015)
- Danny Kennedy, politico nordirlandese (n. 1959)
- John Fitzgerald Kennedy, politico statunitense (Brookline, n. 1917 - Dallas, † 1963)
- John Pendleton Kennedy, politico e scrittore statunitense (Baltimora, n. 1795 - Newport, † 1870)
- John Neely Kennedy, politico statunitense (Centreville, n. 1951)
- Mike Kennedy, politico statunitense (Lansing, n. 1969)
- Patrick Kennedy, politico statunitense (Boston, n. 1967)
- Ted Kennedy, politico statunitense (Boston, n. 1932 - Barnstable, † 2009)
- Tim Kennedy, politico statunitense (Buffalo, n. 1976)

## Produttrici cinematografiche(1)
- Kathleen Kennedy, produttrice cinematografica statunitense (Berkeley, n. 1953)

## Registi(1)
- Burt Kennedy, regista, sceneggiatore e ballerino statunitense (Muskegon, n. 1922 - Sherman Oaks, † 2001)

## Rugbisti a 15(2)
- Ken Kennedy, rugbista a 15 e medico britannico (Rochester, n. 1941 - † 2022)
- Nick Kennedy, ex rugbista a 15 e dirigente sportivo britannico (Southampton, n. 1981)

## Scacchisti(1)
- Hugh Alexander Kennedy, scacchista britannico (Madras, n. 1809 - Reading, † 1878)

## Sceneggiatori(1)
- Joe Kennedy, sceneggiatore, regista e produttore cinematografico statunitense

## Scrittori(2)
- William Kennedy, scrittore, giornalista e storico statunitense (Albany, n. 1928)
- Douglas Kennedy, scrittore statunitense (New York, n. 1955)

## Scrittrici(3)
- Alison Louise Kennedy, scrittrice britannica (Dundee, n. 1965)
- Kerry Kennedy, scrittrice e attivista statunitense (Washington, n. 1959)
- Margaret Kennedy, scrittrice e drammaturga britannica (Londra, n. 1896 - Banbury, † 1967)

## Storici(1)
- Paul Kennedy, storico e saggista inglese (Wallsend, n. 1945)

## Storici della scienza(1)
- Edward S. Kennedy, storico della scienza statunitense (Messico, n. 1912 - Doylestown, † 2009)

## Velocisti(1)
- Lachlan Kennedy, velocista australiano (n. 2003)

## Vescovi cattolici(1)
- Henry Joseph Kennedy, vescovo cattolico australiano (Rozelle, n. 1915 - Tamworth, † 2003)

## Violinisti(1)
- Nigel Kennedy, violinista e violista inglese (Brighton, n. 1956)

## Senza attività specificata(2)
- Rosemary Kennedy, statunitense (Brookline, n. 1918 - Fort Atkinson, † 2005)
- Jonny Kennedy, britannico (Alnwick, n. 1966 - † 2003)